# Герб Несвижа
Герб Несвижа — геральдический символ города Несвижа, Белоруссия Известен с 1586 года, современный вариант принят в 1999 году.

## Описание
Барочный щит рассечён «в столб»: в правом золотом поле выходящий чёрный орёл, в левом десять «врубов» (перевязей) — голубых, красных и золотых.
Автор реконструкции герба — А. А. Шпунт.

## История

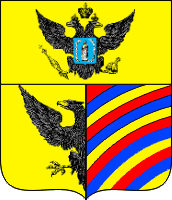
Герб 1796 года

Первый герб был дарован городу королём польским и великим князем литовским Стефаном Баторием 24 июня 1586 года и был аналогичен современному гербу — в правой, наиболее почётной части герба присутствует выходящий чёрный орёл, в левой — 10 узких перевязей. Орёл в гербе напоминает о роде Радзивиллов, представители которого сыграли важную роль в жизни города.
22 января 1796 года утверждён российский герб заштатного города Несвижа: «В верхней части щита герб Минский. В нижней — герб, данный Степаном Баторием, июня 24, 1586 года: золотое поле, в продоле разделённое; в правой части выходящий орёл с распростёртым крылом, а в левой, снизу вверх простираются излучистые полосы голубые и красные, по две соединёно». Известен проект непринятого герба Несвижа 1865 года: «Щит разделён. В правой части в золотом поле половина чёрного орла с червлёными глазами и языком, в левой в золотом же поле 4 выгнутых перевязи, разделенные чернью и лазурью». В вольной части герб Минской губернии, щит увенчан стенчатой короной и окружён золотыми колосьями, соединёнными Александровской лентой.
3 октября 1936 года польским Министерством внутренних дел был утверждён городской герб, полностью совпадающий с самым первым гербом города.
Современный герб Несвижа утверждён Решением № 19/35 Несвижского райисполкома 23 декабря 1999 года и внесён в Гербовый матрикул Республики Беларусь 21 марта 2001 года под № 51.